# Танков, Кирилл Алексеевич
Кирилл Алексеевич Танков (род. 26 марта 2002, Юрга, Кемеровская область) — российский хоккеист, нападающий.

## Биография
Начинал заниматься хоккеем в новокузнецком «Металлурге». В 2011 году перешёл в школу «Локомотива» Ярославль, через год оказался в школе «Варяги» (посёлок имени Морозова, Ленинградская область), с 2017 года — в системе СКА. С сезона 2018/19 начал играть в МХЛ за СКА-«Варяги» и «СКА-1946». С сезона 2021/22 — игрок команды ВХЛ «СКА-Нева». На драфте НХЛ 2021 года был выбран в 7-м раунде под общим 218-м номером клубом «Питтсбург Пингвинз».
5 сентября 2022 года игрок петербургского «Динамо» Артём Мальцев толкнул потерявшего равновесие Танкова в спину, и после удара головой о борт тот получил перелом шейного позвонка. После реабилитации вернулся на лёд в августе 2023 года.
Дебютировал в КХЛ 9 сентября 2024 года в гостевом матче СКА против «Локомотива» (0:2), второй матч провёл через три дня в гостях против «Трактора» (0:3). 20 декабря был обменян в «Авангард» на денежную компенсацию.